# Vossemeer
Le Vossemeer est un lac de bordure de plus de 400 hectares entre l'IJsselmeer à l'ouest et le Ketelmeer au sud. Il a une profondeur moyenne d'environ 2,4 mètres.
Le Vossemeer se situe entre les provinces de Flevoland et Overijssel et il borde les municipalités de Dronten et de Kampen. Au sud, il est connecté au Drontermeer (la frontière est formée par les Roggebotsluis, un écluse le sépare du Ketelmeer).
Au milieu du Vossemeer se trouve une île, De Zwaan l'île au Cygne.
La création du lac date de 1956, lors de la construction du Flevopolder.